# 三ツ矢サイダーショートストーリー 「キミの笑顔」
『三ツ矢サイダーショートストーリー 「キミの笑顔」』（みつやサイダーショートストーリー キミのえがお）は、2005年7月4日から同年10月、および2006年4月から同年9月までの2期にわたって全国FM放送協議会 (JFN) 加盟38局で放送されていたラジオドラマである。アサヒ飲料の一社提供。

## 内容
様々な俳優・女優・声優が参加し、それぞれの役を演じていたミニドラマシリーズ。放送作品は週替わりで、1週ごとに全5回の作品を放送していた。
放送時間は2期ともに月曜 - 金曜 14:55 - 15:00（日本標準時）で、TOKYO FMでは平日午後のワイド番組内で放送。FM秋田とFMぐんまでは放送時間が異なり、13:55 - 14:00に先行ネットされていた。

## 関連書籍
- Radio Drama CD BOOK 親子の小さな5つの物語 キミの笑顔（著者：福田卓郎、音楽：福本響、イラスト：吉野朔実、出版社：TOKYO FM 出版、発行：2006年7月、ISBN 4-88745-163-6）